# ケアの倫理
ケアの倫理（英: Ethics of care）は、規範倫理学の学説の一つ。アメリカの倫理学者・発達心理学者のキャロル・ギリガンの著書『もうひとつの声』（1982）に由来する。20世紀後半にかけてフェミニストたちにより発展した。帰結主義や義務論が普遍的な基準や不偏性を重視するのに対し、ケアの倫理は個々人に応じることの重要性を強調する。
ケアの倫理がもたらした新しい道徳的観点は、独特な問いの立て方において明らかである。すなわち、他の理論が「何が正しいか？」と問う一方で、ケアの倫理は「どのように応じるか？」という問いを立てるという違いがある。ケアの倫理は普遍的な基準を適用することに批判的である。なぜなら、そうすることは「道徳的な盲目性・無関心を助長するという問題がある」からだ。

## 基本的信念
ケアの倫理における基本的な信念として次のようなものがある。
1. 程度の差はあれ、人は誰しも、誰か他の人に対して依存しており、相互依存関係のうちに置かれているということ。義務論や帰結主義が有しているような、人はそれぞれ独立した利害関心をもっており、その間でやりとりが生じる、という人間観とは対照的である。
2. 自らの選択とその結果を被りやすい、傷つきやすい（vulnerable）人たちは、その人が選択によりどれほど影響を受けるかに応じて、特別に考慮されるべきであること。
3. 実際に関係する人たちの利害関心を無視せず考慮するために、細かな状況とその文脈に注意を払うことが必要であること。

## 歴史的背景

### キャロル・ギリガンと『もうひとつの声』
ケアの倫理を立ち上げた一人として、アメリカの倫理学者・心理学者のキャロル・ギリガンが挙げられる。ギリガンは発達心理学者のローレンス・コールバーグの学生だった。ギリガンは師の提唱した道徳性発達理論に異をとなえ、自らの道徳理論を作り上げた。彼女によれば、コールバーグのモデルによる観察方法をとると、男の子は女の子に比べ道徳的により成熟しており、成人についても男性が女性より道徳的に優れた判断をする、という結果が得られるようになってしまうという（ただし、対象者の教育条件を操作した場合にはジェンダー間の差は見られなくなる）。
ギリガンはまた、コールバーグのモデルは道徳発達の尺度として客観的ではないと論じた（しかし、他の研究者の中にはこの尺度は心理統計学的に見て根拠のあるものだとする見方もある）。この尺度は、道徳についての男性的な観点を反映しており、正義や抽象的な責務・義務という観念に基いていると彼女は考えた。
ギリガンの『もうひとつの声』は、男性と女性は道徳を異なった観点から捉える傾向にあるという見方をもたらした。彼女の理論によれば、女性はコールバーグの理論でより優れているとされる道徳的観念よりも、共感や同情をより重視する傾向にあるという 。ギリガンに続く研究によると、倫理に対するアプローチとしてケア志向と正義志向のどちらになるかはジェンダー（性）の差によるものであるか、両ジェンダーが実際の生活においてどのような状況に置かれているかによって定まるものだとされる。
教育研究者のネル・ノディングズはケアの倫理を体系的に論じた。

## 伝統的な倫理学理論との関係
ケアの倫理は、既存のよく知られた倫理学説、例えば帰結主義的理論（例：功利主義）や義務論的理論（例：カント倫理学）とは対立する。こういった、道徳性についての「正義の見方」と呼ぶものに対して、フェミニストは批判的である。ケアの倫理は、関係性とは他者に対してその気持ちを汲んで応答することであると理解している。

## フェミニズム理論としてのケアの倫理
一部のフェミニストは、ケアの倫理は「良き女性」についての伝統的なステレオタイプを強化すると批判している。他方では、ケア志向のフェミニズムという旗印のもとに、ケアの倫理がもたらしたパラダイムを支持するフェミニストもいる。
ケア志向のフェミニズムとは、フェミニスト思想の一つであり、キャロル・ギリガンとネル・ノディングズが発展させたケアの倫理から影響を受けている。この思想は、ケアリングが社会において女性の仕事であると規定され、またそれにより低く価値付けられていることを批判する。「ケア志向のフェミニストは、女性のもつケアする能力は人間の強さであると捉え」、男性もそれを学び、女性と同じように能力を発揮することを学ぶことができるし、またそうすべきであると考える。
ノディングズによれば、倫理的ケアリングは、正義の倫理に比べ、モラルジレンマについてのより具体的な評価モデルになる可能性を秘めているとされる。ノディングズのケア志向のフェミニズムは、ケアの倫理に基礎を置いた関係的倫理の実践的応用を要求するのである。
ケアの倫理はまた、ケア志向のフェミニストが母性倫理を理論化する基礎にもなっている。サラ・ルディック、ヴァージニア・ヘルド、エヴァ・フェダー・キテイといった理論家たちは、ケア労働が社会的にジェンダー規定されていることを批判し、公的領域と私的領域のどちらにおいてもケアリングがなされ、またケア提供者は評価されるべきだと提唱している。彼女らの理論は、ケアリングが倫理（学）的に重要なテーマであることを認識している。この倫理（学）におけるパラダイムシフトは、ケアの倫理が男性と女性双方の社会的責任であることを積極的に認めていこうとしている。
ジョアン・トロントによると、「ケアの倫理」という言葉の定義が曖昧である理由の一つは、それが道徳理論において中心的な役割を果たしていないからである。彼女によれば、道徳哲学を考察するということは人間にとっての善とは何かを考えることであり、そうであるならばケアは道徳哲学について重要な役目をもっていると想定されうる。しかし、実際のところそうはなっていない。その原因として、トロントは、ケアが「当たり前であること」とされている点を強調する。「当たり前であること」は社会的・文化的に構築されたジェンダー役割のことを指しており、ケアが女性の仕事であると考えられてしまっていることを意味している。これにより、ケアは道徳理論において中心的な役割を得られないようになってしまっているのだ。
トロントは次の4つがケアの倫理的要素であるとする。
1. 注意深さ（Attentiveness）
注意深さはケアの倫理において決定的に重要である。なぜなら、ケアは他者のニーズを認識し、それに応えることを求めるからだ[14]。問題は、無関心と注意深さの欠如をどう区別するかである[14]。トロントは次のように問う。「無関心に思える態度が、本当の無関心なのか注意深さの欠如であるのか、どうやってわかるのだろうか？[14]」
2. 責任性（Responsibility）
ケアするためには、自らのこととして引き受ける責任性が必要である。この2つめの倫理的要素にまつわる問題とは、責務（obligation）に関わるものだ。責務は、常にとはいわないまでもしばしば、既存の社会的・文化的な規範と役割に関連付けられる。トロントは「責任」と「責務」という言葉を、ケアの倫理においては異なる概念として規定する。責任が曖昧であるのに対し、責務は行為や応答がなされるべきである状況（法律上の契約など）を指す概念である[14]。その曖昧性により、責任という概念は、階級構造とジェンダーその他の社会的に構築された役割の中で行き場をなくしてしまい、所与の役割に適応しているだけの人たちを責任概念によって拘束してしまうことになる。
3. 適性（Competence）
ケアを提供するには適当な能力をもつことも重要である。ケアへのニーズを認識し、責任を受け入れるだけではケアをやり遂げることはできない。十分な適性がなければ、ケアに対するニーズは満たされないままに終わる[14]。
4. 応答性（Responsiveness）
これは「ケアを受け取った人のケアに対する反応[15][16]」のことを指す[14]。応答性はケアの4つのフェーズの4番目である「ケアを受け取ること(care-receiving)」に対応しており、ケアの提供者が認識したニーズが実際に正しいものであったか、また、その満たし方が適切であったかを、ケアの対象者の応答を見て評価することの重要性を示す[15][16]。トロントによれば、「応答性はケアにまつわる重要な道徳的問題を示している。というのも、その本性からして、ケアは傷つきやすさと不平等といった条件に関わっているからだ[14]」。彼女はさらに、応答性は互恵性とは等しいものではないとも述べる[14]。傷つきやすさと不平等を、そういった地位にいる人々の表現・表出から理解するという方法は、自らを仮想的に別の地位に置いた状況を仮定し、相手の立場を想像するのとは全く異なった方法である[14]。

### 理論
- フェミニスト倫理（英語版）
- 倫理学

### 理論家
- アネット・ベイヤー（英語版）
- サンドラ・バートキー（英語版）
- キャロル・ギリガン
- ヴァージニア・ヘルド（英語版）
- サラ・ホーグランド（英語版）
- エヴァ・フェダー・キテイ
- リタ・マニング（英語版）
- ネル・ノディングズ（英語版）
- サラ・ルディック
- エレン・フェダー（英語版）
- マイケル・スロート